# 森本貴義
森本 貴義（もりもと たかよし 1973年8月21日 - ）は京都府出身のアスレティックトレーナー
株式会社リーチ（www.reach4d.jp)専務取締役

## 経歴
中学から高校まで陸上競技選手だったが、怪我が多く、思うように成績は伸びていかなかった。当時はスポーツ・トレーナーという仕事は日本で社会的に認識されていない環境で、針・マッサージ・整体などを目の当たりにし、将来はスポーツ選手に関わる仕事につきたいと思うようになる。 
関西針灸大学（現：関西医療大学）を卒業し、1997年、オリックス・ブルーウェーブ（現：オリックス・バファローズ）に入社。2001年までトレーナーとして勤務する。
2002年、ピオリア・マリナーズでインターンシップ・トレーナーを経験する。2003年、長谷川滋利の会社に入社、長谷川のパーソナル・トレーナーを務める。
2004年、シアトル・マリナーズのアシスタント・アスレティックトレーナーに就任。
2009年、2009 ワールド・ベースボール・クラシックの日本代表に帯同。
2013年　シアトル・マリナーズ退団、帰国。
2013年～現在　プロゴルファー宮里優作専属トレーナーを務める。
妻はプロゴルファー宮里藍のトレーナーを2009年～引退（2017年）まで務めたアスレティックトレーナーの山本邦子。

## 著書
「一流の思考法 」ソフトバンク新書  2009年 
「カラダ×ココロ改善計画」PHP研究所  2009年
「プロフェショナルの習慣力」ソフトバンク新書  2013年
「勝者の呼吸法」大貫崇共著  ワニブックスプラス  2016年  
「伸びる子どものからだのつくり方」山本邦子共著 ポプラ社 2016年 などがある。